# کاین فارا
کاین فارا (انگلیسی: Cain Fara؛ زادهٔ ۶ مارس ۱۹۹۴) بازیکن فوتبال اهل آرژانتین است.
از باشگاه‌هایی که در آن بازی کرده‌است می‌توان به باشگاه فوتبال روساریو سنترال اشاره کرد.